# Archief Eemland
Het Archief Eemland, in de Nederlandse provincie Utrecht, is historisch informatiecentrum voor Amersfoort, Baarn, Eemnes, Leusden, Renswoude, Soest, Woudenberg. Het fungeert tevens als documentatie-centrum voor Kamp Amersfoort. Archief Eemland is onderdeel van Gemeente Amersfoort.
Het archief was tot mei 2014 gevestigd in het stadsinformatiecentrum De Observant op het Stadhuisplein te Amersfoort. Op 1 mei 2014 verhuisde het naar het Eemhuis.

## Missie
Archief Eemland heeft zijn missie als volgt geformuleerd:
"Als professionele dienstverlener streeft Archief Eemland ernaar om aan de vraag van de klant naar historische informatie over Amersfoort en regio Eemland te voldoen. Met kennis van zaken, een gevarieerd aanbod en persoonlijke aandacht zijn wij de klant graag tot dienst. De basis voor deze dienstverlening zijn onze primaire taken: het verwerven, beheren en ter beschikking stellen van overheids- en particuliere archieven.
Samen met partners in de regio doet Archief Eemland haar best om de identiteit van Amersfoort en omliggende regio te bewaren en te ontwikkelen. Ook stimuleren wij graag de interesse in de identiteit en geschiedenis van de regio."

## Archieven en collecties
In het depot van Archief Eemland in het Eemhuis is plaats voor ca. 7 kilometer¹ archief (in de Observant was dat ca. 3,7 km¹). Dat zijn in de eerste plaats archieven van gemeentelijke instellingen en hun voorgangers. Daaronder ook archieven van in het verleden geannexeerde gemeenten zoals Hoogland, Stoutenburg en De Vuursche. Behalve gemeentelijke archieven worden ook een groeiend aantal particuliere archieven, zoals dat van "Armen de Poth" (Amersfoort), het "College van de Malen op het Hoogland", enz. Het oudste archiefstuk is uit het jaar 1300.
Tot 2014 werden de archieven van het Waterschap Vallei en Eem en diens rechtsvoorgangers door Archief Eemland beheerd. Deze zijn inmiddels overgebracht naar het Gelders Archief in Arnhem en daar te raadplegen.
Naast de archieven beheert Archief Eemland ook:
- een bibliotheek met publicaties over Amersfoort en de omliggende gemeenten en gebieden;
- een beeldcollectie met foto's van Amersfoort en omstreken;
- een collectie oude kaarten en tekeningen;
- een omvangrijke documentatie- en krantencollectie.

Het raadplegen van deze grote collectie cultuurhistorische bronnen voor de geschiedenis van Eemland is gratis.

## Amersfoort op de kaart
In 2009 heeft Archief Eemland een digitale stadskaart ontwikkeld: Amersfoort op de kaart. Deze stadskaart biedt een overzicht van alle cultuurhistorische informatie uit Amersfoort. Behalve digitale collecties van Archief Eemland en Museum Flehite, zijn ook kunstwerken, archeologische opgravingen en (rijks)monumenten beschreven. De website werd in 2011 verder uitgewerkt in vier nieuwe digitale producten van Archief Eemland: een nieuwe website, interactieve tafel, mobiele website en layar. Hiermee was alle informatie ook direct op de mobiele telefoon te raadplegen. Archief Eemland was daarmee het eerste archief in Nederland dat zo´n pakket vol digitale middelen aanbood.

## Historisch Informatiepunten Eemland
Samen met Museum Flehite, Museum Spakenburg en de lokale historische verenigingen richtte Archief Eemland in Amersfoort, Bunschoten, Leusden en Woudenberg in 2008 zogenaamde Historische Informatiepunten in de plaatselijke bibliotheken. Het streven was om hier historische informatie voor een groot publiek toegankelijk te maken. In het Informatiepunt was alle informatie te vinden die de bibliotheek over de eigen streek in huis had; er werd informatie gegeven over lezingen en cursussen; de catalogus van Archief Eemland was hier te raadplegen; er vonden activiteiten en tentoonstellingen plaats volgens een jaarthema. Met de verhuizing van Bibliotheek Eemland naar het Eemhuis in 2014 kwam een einde aan de Historische Informatiepunten.